# Cantonul Felletin
Cantonul Felletin este un canton din arondismentul Aubusson, departamentul Creuse, regiunea Limousin, Franța.

## Comune
| Comune                    | Populație (1999) | Cod poștal | Cod INSEE |
| ------------------------- | ---------------- | ---------- | --------- |
| Croze                     | 187              | 23500      | 23071     |
| Felletin                  | 1.889            | 23500      | 23079     |
| Moutier-Rozeille          | 439              | 23200      | 23140     |
| Poussanges                | 144              | 23500      | 23158     |
| Sainte-Feyre-la-Montagne  | 111              | 23500      | 23194     |
| Saint-Frion               | 191              | 23500      | 23196     |
| Saint-Quentin-la-Chabanne | 354              | 23500      | 23238     |
| Saint-Yrieix-la-Montagne  | 230              | 23460      | 23249     |
| Vallière                  | 756              | 23120      | 23257     |